# Paco de Lucía (stanice metra v Madridu)
Paco de Lucía (plným názvem španělsky Estación de Paco de Lucía) je konečná stanice metra a zároveň železniční stanice (pod názvem Mirasierra – Paco de Lucía) Cercanías v Madridu. Nachází se na křižovatce ulic Costa Brava a Monasterio de las Huelgas ve čtvrti Mirasierra v obvodu Fuencarral – El Pardo v severní části města. Ve stanici končí linka metra 9 a zastavují zde vlaky linek C3-a, C-7 a C-8. Stanice leží v tarifním pásmu A a nástupiště jsou bezbariérově přístupná.
Stanice se měla původně jmenovat podle sousední ulice Costa Brava, nakonec byla pojmenovaná na počest kytaristy Paca de Lucía, který zesnul rok před otevřením stanice.

## Historie
Stanice byla otevřena 25. března 2015, kdy došlo k prodloužení linky 9 ze stanice Mirasierra; linka tak byla prodloužena o 1,4 km na konečných 39,5 km. Stanici metra stavělo sdružení firem Sacyr a Agromán.
Železniční stanice byla otevřena 5. února 2018 za účasti ministra dopravy Íñiga de la Serny, předsedkyně Madridského společenství Cristiny Cifuentesové, dokončení železniční stanice bylo oproti stanici metra opožděno kvůli problémům s přípojkami elektřiny, schvalovacími procesy a dokončovacími pracemi.

## Popis
Stanice metra je umístěna rovnoběžně s železniční tratí, kolmo na ulici Monasterio de las Huelgas. Během výstavby byla v drtivé většině mezistaničního úseku z Mirasierry a na stanici Paco de Lucía použita technologie cut and cover se stěnami o tloušťce 1 m. Krátký úsek o délce 95 metrů pod depem metra byl postaven mikrotunelážní metodou MTM. U stanice metra byla také vybudována větrací šachta a únikový východ. Stěny jsou obloženy Vitrexem oranžové barvy, stěny zdobí obraz s hudebníkovou podobiznou.
Kromě příměstský vlaků ve stanici zastavují i rychlíky směrem do Segovie a Ávily. Nedaleko od stanice zastavují autobusy linek 134 a 178.

## Budoucnost
Je plánováno prodloužit linku do stanice Montecarmelo, kde by vznikl přestup s linkou 10 (v budoucnosti linkou 14).

## Fotogalerie

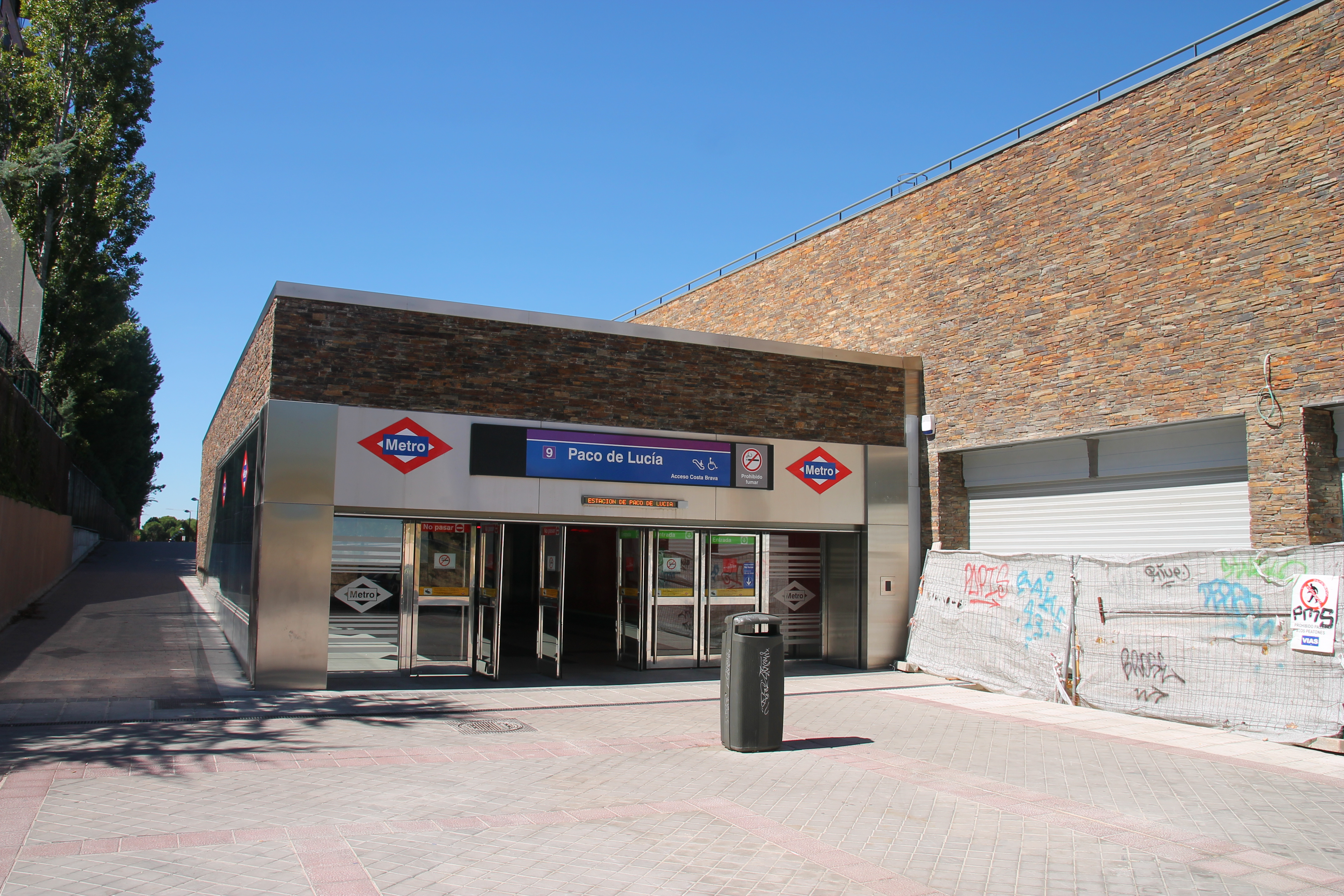
Vstup do stanice metra
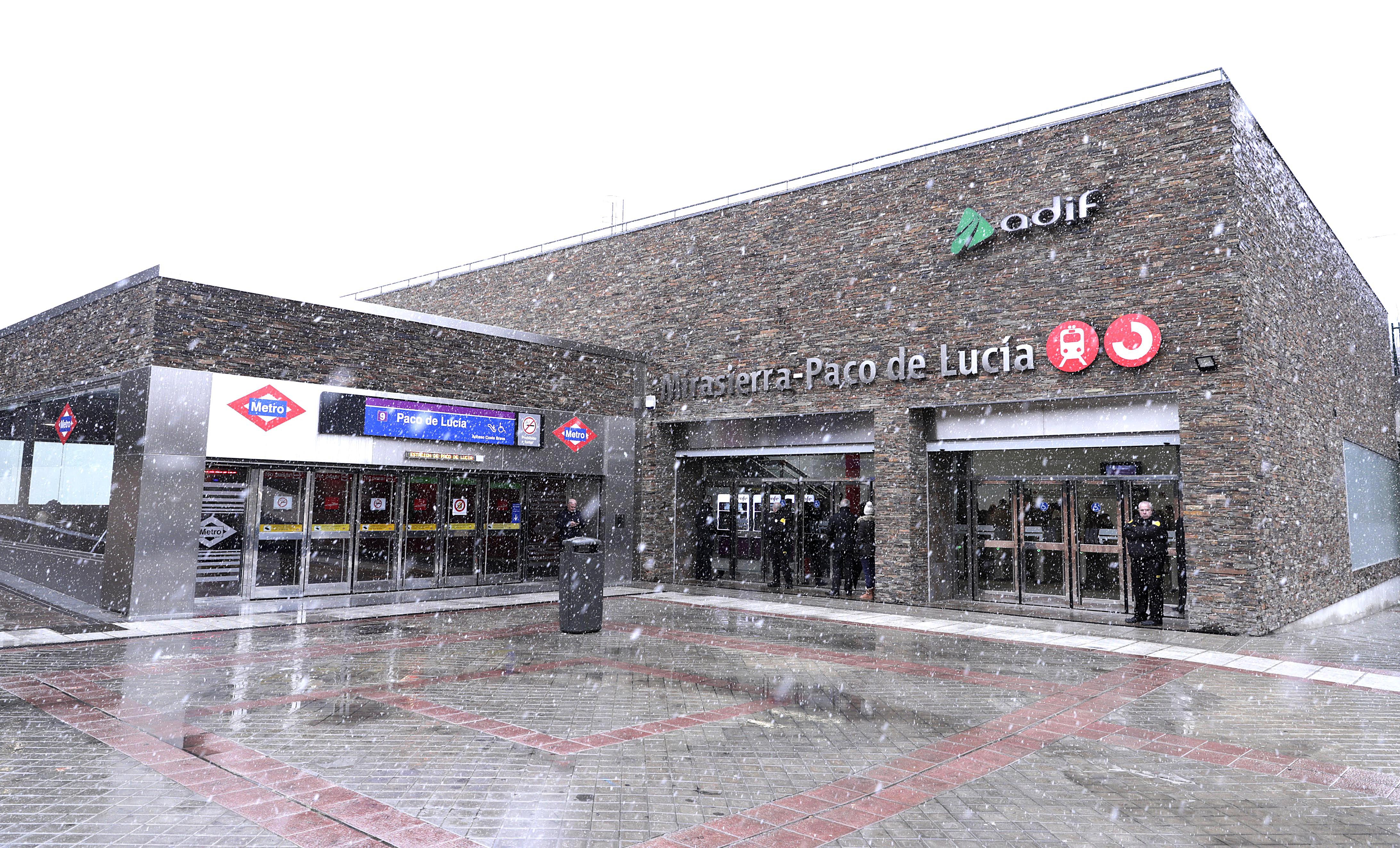
Železniční stanice po otevření
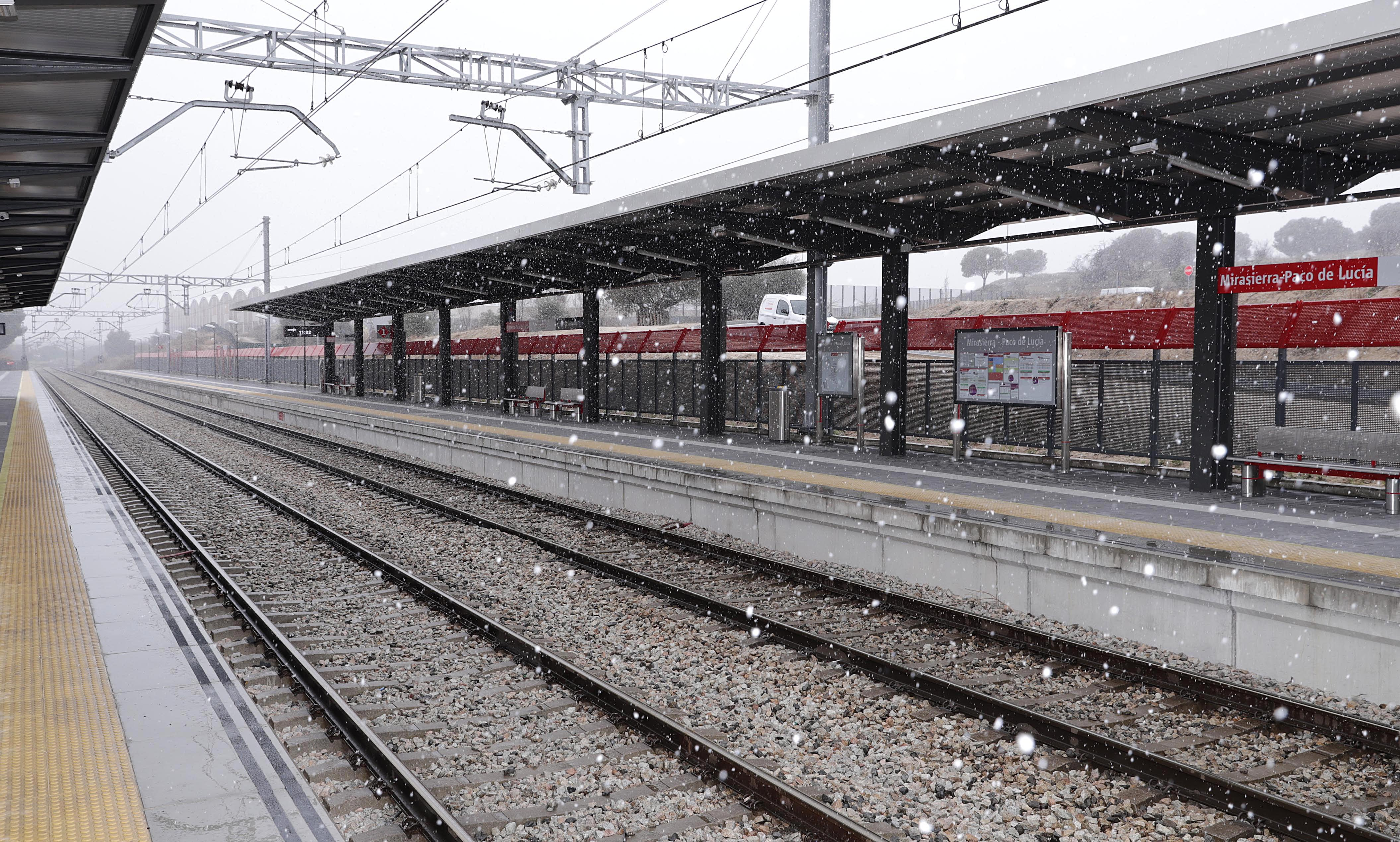
Nástupiště železniční stanice
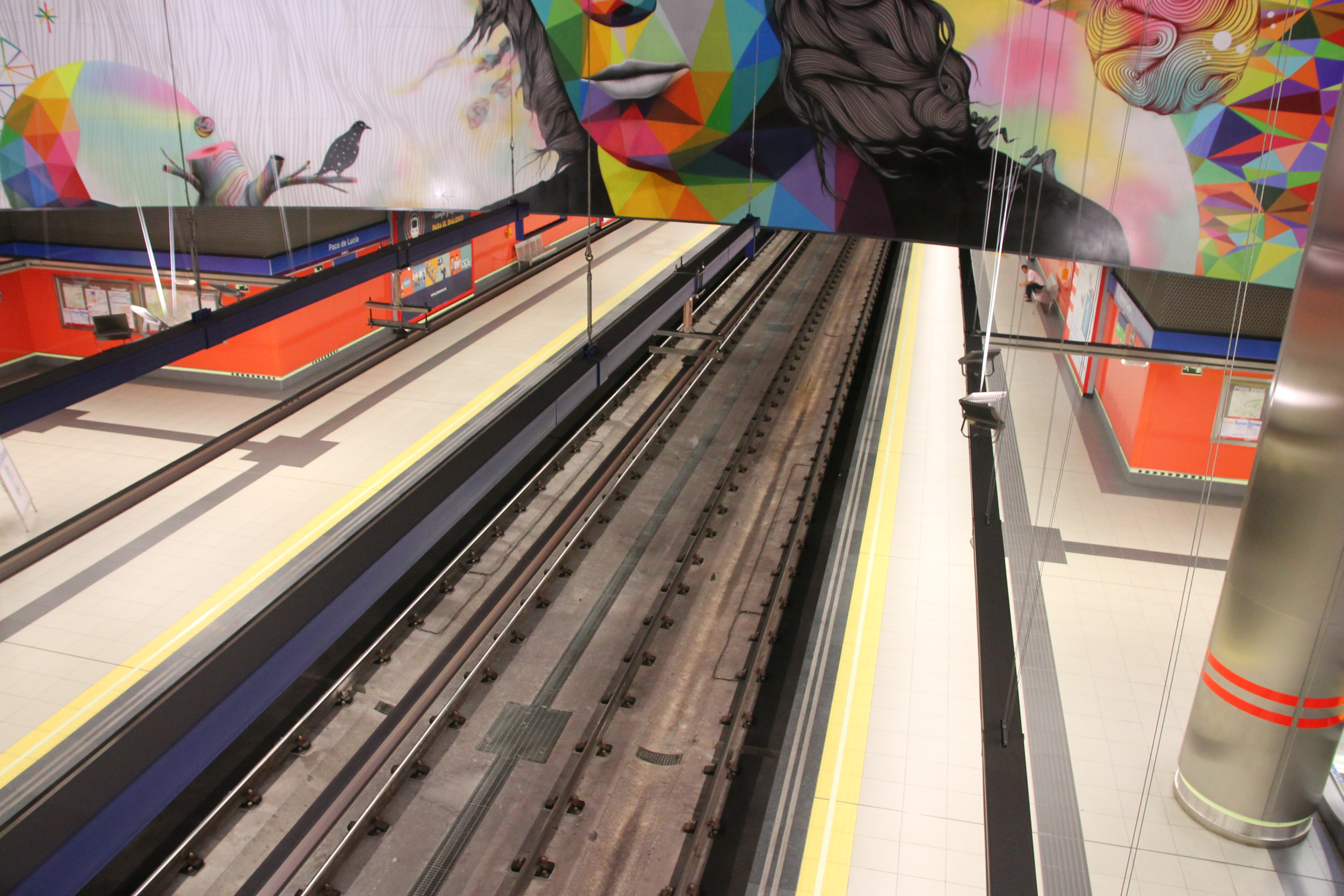
Pohled do kolejiště metra
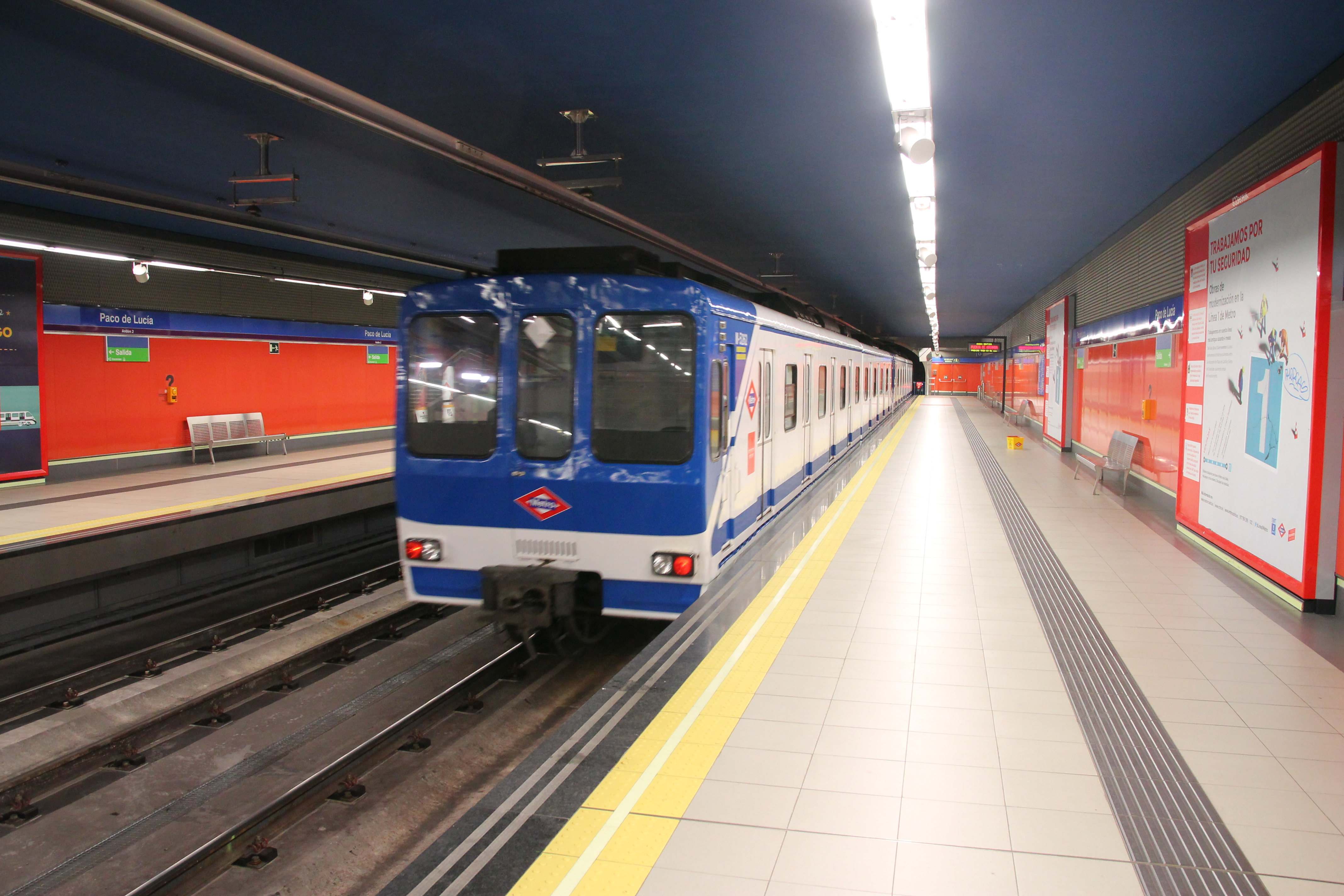
Nástupiště metra s vozem řady 5000
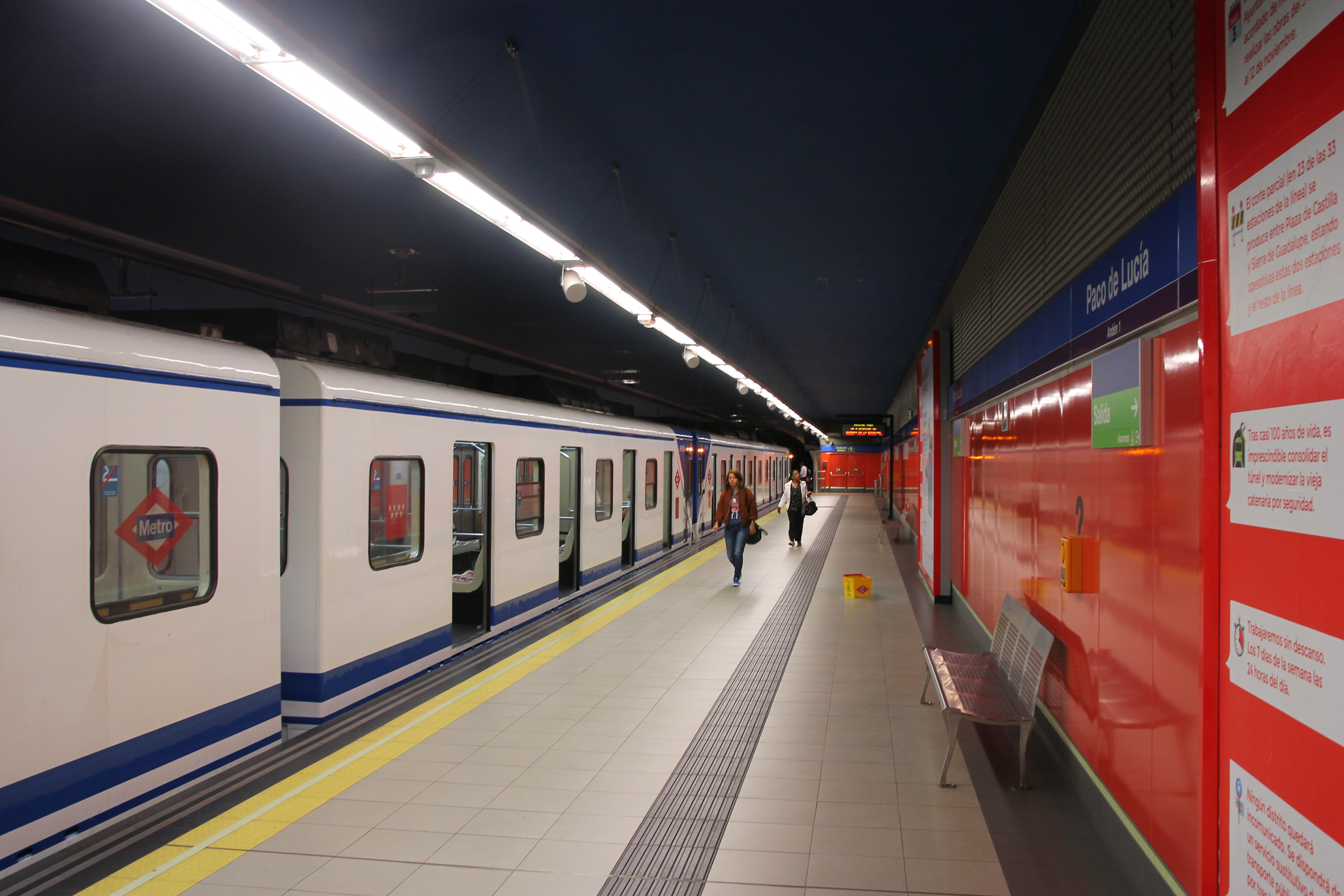
Nástupiště metra
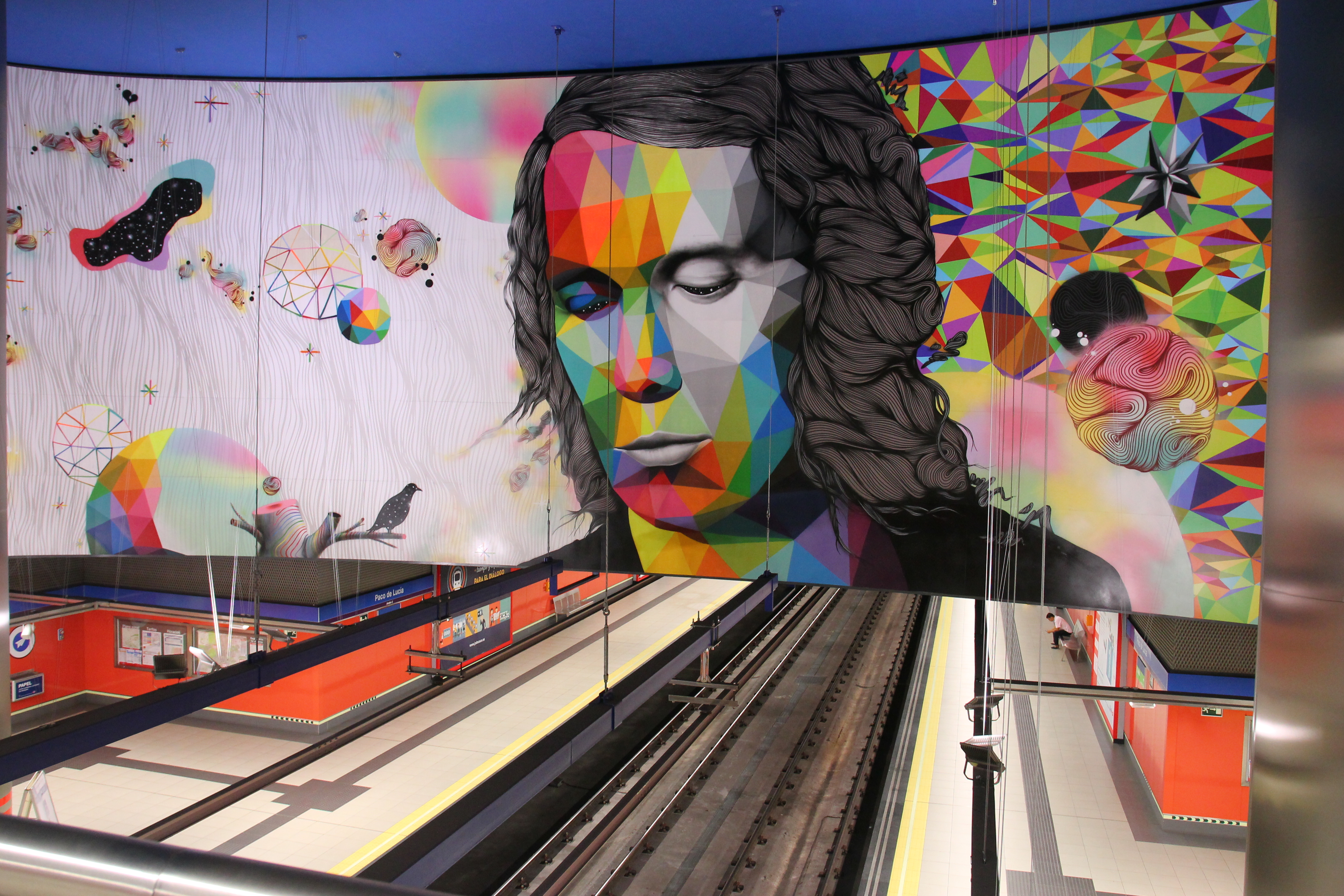
Nástěnný obraz připomínající Paca de Lucíu
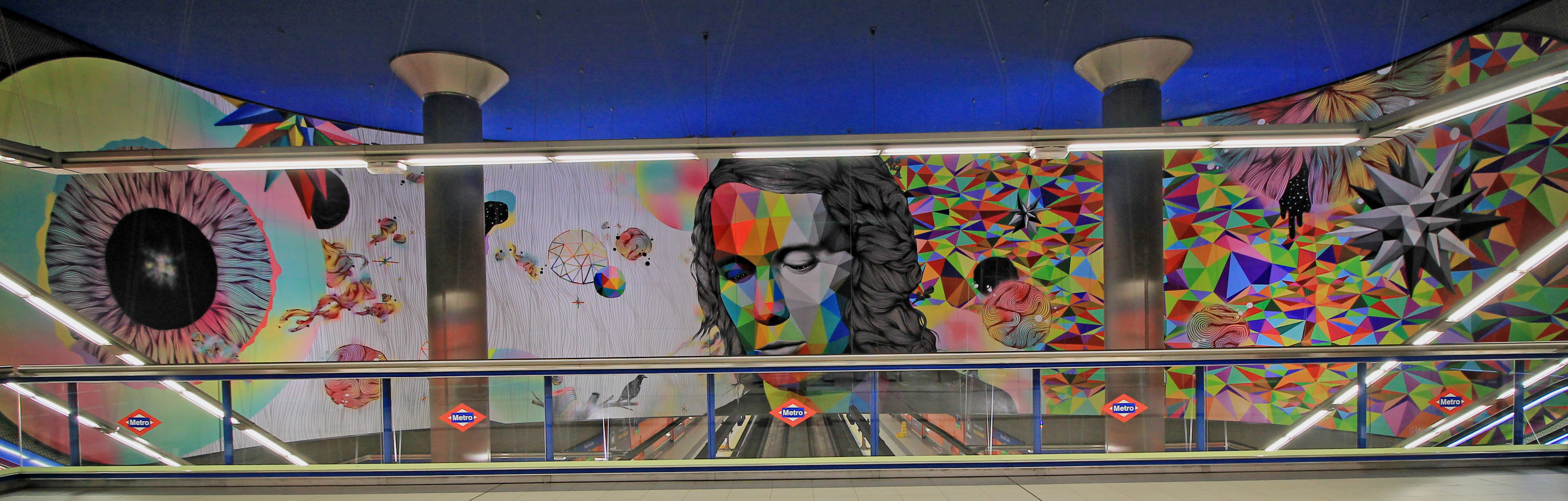
Nástěnný obraz
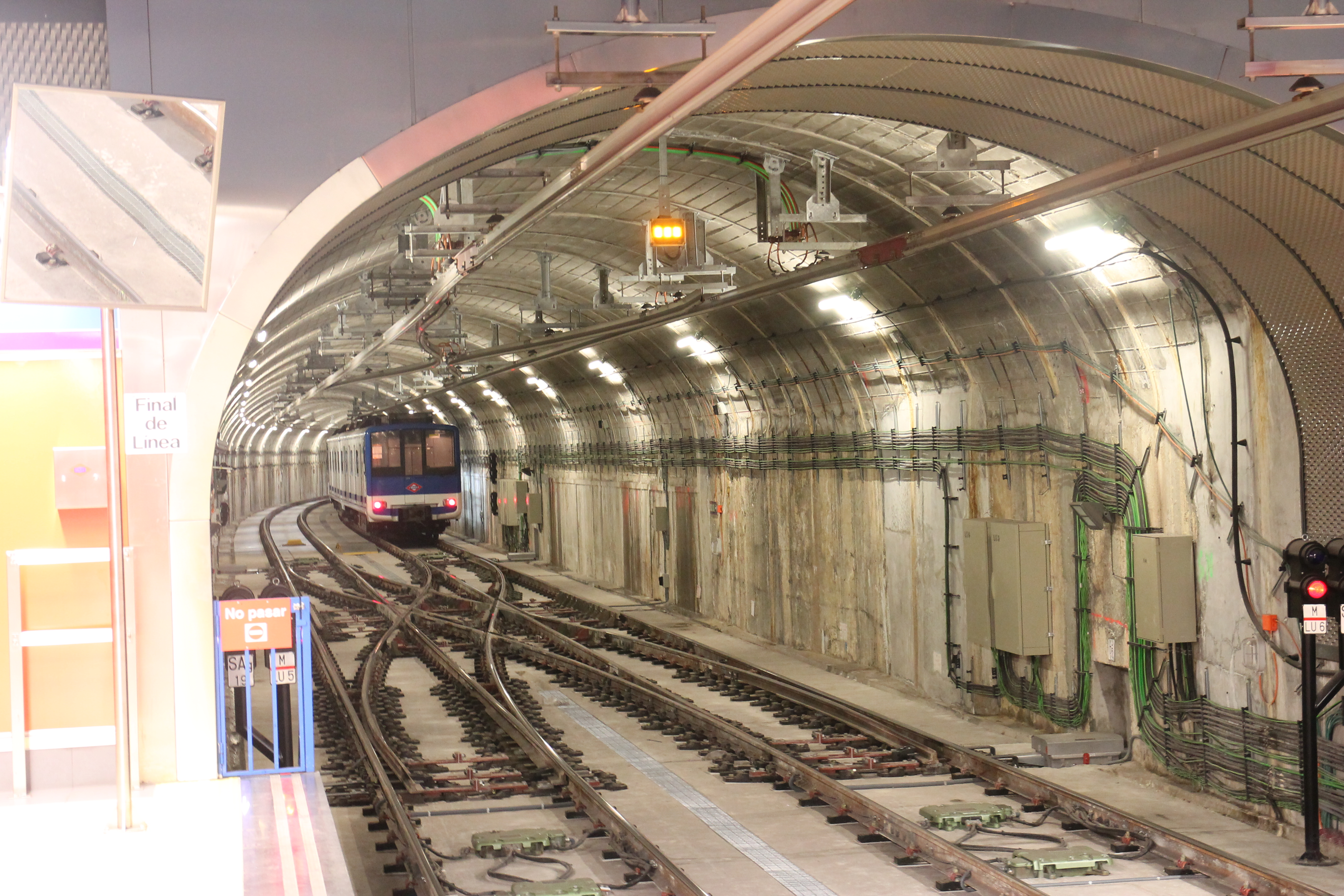
Obratové koleje